# بونسریما
بونسریما شهری در شهرستان توئسه در استان بازگا در بورکینافاسوی مرکزی است و جمعیت آن ۱۳۴۵ نفر است.